# Eli Riccardi
Eli Riccardi (* 1998) ist eine deutsch-US-amerikanische Schauspielerin.

## Leben
Eli Riccardi wuchs in New York City und Freiburg im Breisgau auf. Erste Theatererfahrungen sammelte sie ab 2012 am Stadttheater Freiburg. Ihre Schauspielausbildung erhielt sie von 2018 bis 2022 an der Hochschule für Schauspielkunst Ernst Busch in Berlin.
Am Theater war sie unter anderem bei den Bad Hersfelder Festspielen 2017 in Martin Luther – Der Anschlag unter der Regie von Dieter Wedel sowie in Der Club der toten Dichter unter Jörn Hinkel (2021/22) zu sehen. Am Deutschen Theater Berlin stand sie 2019 in Cry Baby in einer Inszenierung von René Pollesch und 2021 in Gaia googlet nicht unter Sarah Kurze auf der Bühne.
In der im November 2023 auf Prime Video veröffentlichten Horror-Comedy-Serie Mandy und die Mächte des Bösen übernahm sie die Titelrolle der Mandy Pöppl. 2024 war sie in der Serie Maxton Hall – Die Welt zwischen uns von Prime Video als Elaine Ellington sowie in der ZDFneo-Serie Jugend – Es ist kompliziert! als Sophie zu sehen. In der Ende 2024 veröffentlichten vierten Staffel der RTL-Serie Sisi mit Dominique Devenport als Elisabeth von Österreich-Ungarn verkörperte sie die Rolle der Stallmeisterin und Sisis Halbschwester Linda.

## Filmografie (Auswahl)
- 2021: Sis – Beste Schwester (Kurzfilm)
- 2023: Mandy und die Mächte des Bösen (Fernsehserie, acht Folgen)
- 2024: Maxton Hall – Die Welt zwischen uns (Fernsehserie, fünf Folgen)
- 2024: Jugend – Es ist kompliziert! (Fernsehserie, acht Folgen)
- 2024: SOKO Köln (Fernsehserie, Episode Freiheit)
- 2024: Sisi (Fernsehserie)